# San Jorge (Pamplona)

Ubicació de San Jorge

San Jorge (en basc Sanduzelai) és un barri de la ciutat de Pamplona, capital de la Comunitat Foral de Navarra. Té una població d'11.713 habitants (cens de 2008). Limita al nord amb Buztintxuri, al sud amb el riu Arga, a l'est amb Arrotxapea i a l'oest amb Landaben.
Es troba al nord-oest de la ciutat. Va ser construït en una de les zones industrials que envoltaven Pamplona, entre el riu Arga i les vies del tren. El topònim en basc significa "El camp del sant".

## Història
Hi ha notícies de poblament d'aquesta zona des de l'edat mitjana. La població s'agrupava en tres petits nuclis: un de proper a l'actual pont de Cuatro Vientos, un altre al costat del que avui és el Centre de Salut i un tercer al costat del Pont de Miluce.
Des de la construcció dels primers grans blocs en la dècada dels 60 fins a l'actualitat, el barri, ha gaudit d'una substancial rentada de cara. Ha passat de ser un barri gairebé marginal, i un mercat de droga, a una gran millora de la situació (s'han construït les piscines del barri, una nova biblioteca, una nova parròquia, un centre cívic...). Però encara queda un llarg camí.
Hom preveu que amb la construcció de l'estació del TAV a Etxabakoitz, desaparegui el bucle ferroviari, deixant lloc a torres altes i zones verdes.

## Comunicacions
Línies del Transport Urbà Comarcal que comuniquen el barri amb la resta de la ciutat i la Conca de Pamplona.
| Línia    | Trajecte                                                    | Horari        | Freqüència |
| -------- | ----------------------------------------------------------- | ------------- | ---------- |
| Línia 7  | Villava- Txantrea-Barañain                                  | 06:25 - 22:30 | 10-12´     |
| Línia 8  | Pl. Blanca de Navarra-Buztintxuri                           | 06:38 - 22:36 | 12´        |
| Línia 9  | RENFE - UPNA                                                | 06:32 - 22:36 | 12´        |
| Línia 10 | Beloso Alto – Orcoyen                                       | 06:30 - 22:35 | 30´        |
| Línia 24 | Circular Mercadillo Landaben                                | SS            | SS         |
| Línia N7 | Ps. Sarasate – San Jorge – Txantrea – Cl. Cortes de Navarra | 23:00 - 0:10  | 35´        |